# 禹壽
禹壽（？年—？年），原名治水，字崧少，又字龍門，河南省開封府汜水縣（今屬滎陽市）人，清朝政治人物。

## 生平
少時有家教淵源，二十歲即善作文章、學識淵博，是家鄉儒士代表，入選廩生。
雍正七年（1729年）入選貢生。
乾隆元年（1736年）中式丙辰恩科河南鄉試舉人。
乾隆二十二年（1757年）丁丑科第三甲第六十三名同進士出身。留於家鄉研讀《尚書》，參與纂輯地方志，務求發潛闡幽、稽考輿論而得史實，在蒐羅與校訂出力居多。

## 著作
- 纂修，乾隆《汜水縣志》

## 家族
父禹殿鰲，字大川，號謙齋，官湖北黃州府知府。